# Neurovývojové poruchy
Neurovývojové poruchy jsou skupinou diagnóz, které se začínají objevovat v dětství nebo v době vývoje nervové soustavy. Podle pátého vydání Diagnostického a statistického manuálu mentálních poruch (DSM) vydaného v roce 2013 se tyto stavy obvykle objevují v raném dětství, obvykle před nástupem dětí do školy, a mohou přetrvávat až do dospělosti.
Zmíněné vydání DSM rozděluje neurovývojové poruchy do následujících šesti skupin:
1. Vývojová porucha intelektu
2. Poruchy komunikace
3. Poruchy autistického spektra
4. Porucha pozornosti s hyperaktivitou (ADHD)
5. Neurovývojové poruchy motoriky
6. Specifické poruchy učení

Klíčovou charakteristikou neurovývojových poruch je, že negativně ovlivňují fungování člověka v jedné nebo více oblastech života (osobní, sociální, akademické, profesní) v závislosti na poruše a deficitech, které mu působí. Projevy a symptomy stejné poruchy se u jednotlivých lidí výrazně liší.